# Chikkapadasalgi, Jamkhandi
Chikkapadasalgi là một làng thuộc tehsil Jamkhandi, huyện Bagalkot, bang Karnataka, Ấn Độ.